# Emma (Jane Austen-regény)
Az Emma Jane Austen 1815-ös regénye.

## Történet
|  | Alább a cselekmény részletei következnek! |

Emma Woodhouse a gazdag elkényeztetett lány apjával él kettesben, miután nővére férjhez ment. Emma nevelőnőjének sikeresen talált férjet, Mr. Westont, így tehát azt hiszi, mindenkinek hasonlóképpen szerencsés párt tud találni.
A társaságba Miss Smith érkezik, akinek jó a modora, szép a külseje. Igaz nem olyan családból származik, mint ahogy Emma azt elvárná, de ezek ellenére szárnyai alá veszi Harrietet. Elhalmozza okos tanácsokkal lebeszéli szerelméről Mr. Martinról, és a helyi tiszteletest ösztönzi arra, hogy jobban megismerje barátnőjét, és ennek a történetnek is házasság legyen a vége, ám Emma tervei kudarcba fulladnak, ugyanis Mr. Elton Harriet helyett belé szeret.
A család barátja Mr. Knightley, aki egyébként Mr. Woodhouse veje, Emma sógora, persze jó előre figyelmezteti Emmát a tiszteletes hibáira, s nem nézi jó szemmel a lány önkéntes házasságközvetítési munkálkodását. Párszor össze is különböznek eltérő nézeteik megvitatása során.
Mr. Weston és neje nemsokára híreket kapnak Mr. Weston első házasságából származó fiáról, aki meglátogatni készül apját. Mr. Churchil (mivel nevelőszülei nevét viseli a fiú) viszont, Mr. Knightley szerint udvariatlan módon, mindig elhalassza látogatását.
Emma társaságába befogadott szegény, ámde tisztességes Miss Bates unokahúga is megérkezik a kisvárosba. Highburyban felbolydul az élet, mindenki dicséri és sajnálja Miss Fairfaxot, aki mind ezidáig, egy jómódú család pártfogásában állt, ámde barátnéja férjhez ment, így neki el kellett hagynia a családot s egyetlen rokonaihoz költözött.
Emma szörnyen féltékeny lesz Miss Fairfaxre aki csinos, csodálatosan zongorázik, és énekel, de a legborzasztóbb bűne talán mégis az, hogy mindenki figyelmét élvezi. Hamarosan a tiszteletesről is hírek érkeznek, aki időközben Bathba utazott és feleséggel tért haza. Harriet csalódott, de Emma úgy véli még mindig sikerrel járhat csak megfelelő személyt kell találnia akivel összeboronálhatja.
Megérkezik Mr. Churchil is. Mr. és Mrs. Weston szándéka láthatóan az, hogy fiuk Emmát vegye nőül, s Mr. Churchil feltűnően nagy figyelemmel halmozza el a lányt. Emma egy ideig szívesen fogadja az udvarlást, együtt szőnek megalázó terveket Miss Fairfax ellen.
Mr. Knightley viszont jóval jobb megfigyelő Emmánál, és észreveszi Mr. Churchil valódi szándékát, azazhogy, valójában titokban Miss Fairfaxet tünteti ki figyelmével. Aggodalmát megosztja Emmával, aki persze biztos hódításában és kineveti Mr. Knightleyt, aki mindössze Emmáért aggóik.
Emma lassan ráébred arra, hogy valójában nem szerelmes a jóképű Mr. Churchilbe, és immáron Harriettel akarja összehozni. Egy bált rendeznek Highburyban, Westonék, ahol jelen van Mr. Elton is a feleségével, s igen megalázó módon viselkednek Harriettel. Emma aggódva figyeli a táncparkettről, petrezselymet áruló barátnéját, akit az utolsó pillanatban felkér, az egyébként táncolni egyáltalán nem szerető Mr. Knightley.
Emma meghatódva nézi e gáláns tettet, s megköszöni Mr. Knightleynak, aki végül kibékül Emmával, mondván Emmának mégiscsak igaza volt a tiszteletes sokkal jobban járt volna Harriettel, mint a mostani Mrs. Eltonnal. Harrietet egy napon Mr. Churchil cigányok markából menti meg, és Harriet áradozni kezd róla, Emma pedig boldog, hogy egy ilyen szerencsés véletlen folytán egymásra találnak majd.
Mr. Knighley, Mrs Elton rábeszélésére összejövetelt rendez a birtokán, ahol megjelenik, Miss Bates is unokahúgával Miss Fairfexszel, mindenki boldognak tűnik, csak Miss Fairfax távozik izgatottan, s Mr. Churchill, aki késve érkezik sem igazán érzi jól magát.
Másnap, kirándulást szerveznek, ahol Mr. Churchill feltűnően udvarol Emmának, aki szívesen fogadja a bókokat, sőt még bátorítja is a férfit. A nap végén viszont nagyon megsérti Miss Batest, és Mr. Knightley dühösen utasítja rendre. Emma szörnyen szégyelli magát, és próbálja helyrehozni a dolgokat Miss Fairfexszel és Miss Batesszel, de azok nem fogadják kiengesztelésre szánt látogatását, és ajándékait.
Emma el van keseredve, hogy magára haragította Mr. Knightleyt, aki ráadásul elutazik öccséhez Londonba, így Emmának esélye sincs bebizonyítani neki mennyire tévedett, amikor szívtelennek nevezte. Westonék aggódva jelentik be Emmának a hírt, hogy Mr. Churchil titokban már hónapok óta Miss Fairfax jegyese.
Ám de Emma nem magáért aggódik, hanem Harrietért, de ő közli, nem volt szerelmes soha Mr. Churchillbe, mivel Mr. Knightleyt szereti. Emma megdöbben, és lassacskán rájön, valójában egész idő alatt Mr. Knightleyt szerette. A férfi hamarosan hazaérkezik, hogy támasza legyen Emmának szerelmi csalódásában, és meglepődik, amikor kiderül, valójában Emma cseppet sem bánja Mr. Churchill eljegyzését. Mr. Knightley ekkor szerelmet vall, és megkéri Emma kezét, aki szívesen mond igent.
|  | Itt a vége a cselekmény részletezésének! |

## Magyarul
- Emma. Regény; ford. Csanak Dóra; Európa, Bp., 1969
- Emma; ford. Tomori Gábor; Ulpius-ház, Bp., 2008